# عبد الله الرازي
عبد الله الرَّازِيّ، وهو  أَبُو مُحَمَّد عبد الله بن مُحَمَّد بن عبد الله بن عبد الرَّحْمَن الرَّازِيّ الشعراني الحيري، أحد علماء أهل السنة والجماعة ومن أعلام التصوف السني في القرن الرابع الهجري، وصفه الذهبي بأنّه: «العارف كبير الطائف»، وقال عنه أبو عبد الرحمن السلمي: «من أجل مَشَايِخ نيسابور فِي وقته، لَهُ من الرياضات مَا يعجز عَنْهَا إِلَّا أَهلهَا»، كَانَ عَالماً بعلوم الصوفية، وَكتب الحَدِيث النبوي الْكثير وَرَوَاهُ، وَكَانَ ثِقَة.

## حياته
أصله من مدينة الري (وهي مدينة تاريخية تقع بالقرب من طهران في إيران)، ومولده ومنشأه بنيسابور، صحب الْجُنَيْد وَأَبا عُثْمَان وَمُحَمّد بن الْفضل ورويماً وسمنون ويوسف بن الْحسن وَأَبا عَليّ الْجوزجَاني وَمُحَمّد بن حَامِد وَغَيرهم من المَشَأيِخ. وَهُوَ من جلة أَصْحَاب أبي عُثْمَان وَكَانَ أَبُو عُثْمَان يُكرمهُ ويجله وَيعرف لَهُ مَحَله. تُوفي سنة 353 هـ.

## من أقواله
- الْخلق كلهم يدعونَ الْمعرفَة وَلَكنهُمْ عَن صدق الْمعرفَة بمعزل وَصدق الْمعرفَة خص بهَا الْأَنْبِيَاء صلوَات الله عَلَيْهِم والسادة من الْأَوْلِيَاء رَضِي الله عَنْهُم.[1]
- من اَرَادَ أَن يعرف مَحل نَفسه ومتابعتها للحق أَو مخالفتها لَهُ فَلْينْظر إِلَى من يُخَالِفهُ فِي مُرَاد لَهُ كَيفَ يجد نَفسه عِنْد ذَلِك فَإِن لم تَتَغَيَّر فَليعلم أَن نَفسه مُتَابعَة للحق.[1]